# Phaulula carolinensis
Phaulula carolinensis är en insektsart som beskrevs av Willemse, C. 1951. Phaulula carolinensis ingår i släktet Phaulula och familjen vårtbitare. Inga underarter finns listade i Catalogue of Life.